# Гладких, Сергей Александрович
Серге́й Алекса́ндрович Гладки́х (род. 13 января 1950, г. Реж, Свердловская область, РСФСР) — советский и российский архитектор, член Союза архитекторов СССР (1981) и России (1991), главный художник города Екатеринбурга (с 1992 по 1996 гг.).

## Биография
Сергей Гладких родился 13 января 1950 года в городе Реже Свердловской области.
В 1973 году окончил Свердловский архитектурный институт. В 1981 году был принят в Союз архитекторов СССР.
С 1999 по 2002 год являлся членом ревизионной комиссии и Делегатом V съезда Союза архитекторов России (2000).
Руководил архитектурными группами: института «ПромстройНИИпроект» (с 1973 по 1978 гг.) и бюро экспертизы Главсредуралстроя (с 1978 по 1979 гг.).
Являлся главным архитектором проектных институтов: института «Росгипроместпром» (с 1979 по 1984 гг.), института «Атомтеплоэлектропроект» (с 1984 по 1986 гг.), института «Гипроавтотранс» (с 1986 по 1989 гг.).
С 1989 по 1992 год Гладких руководил персональной творческой мастерской, предоставленной ему Союзом архитекторов России.
С 1992 по 1996 год работал в Главном архитектурно-проектном управлении (ГлавАПУ) города Екатеринбурга, занимал должность главного художника города.
В 1996 году С. А. Гладких был назначен на должность заместителя директора ООО «ТАПМ «Екатеринбургархпроект».
Практически вся творческая деятельность Гладких связана с Екатеринбургом.

## Известные работы и проекты
Общее количество авторских проектов — 35, количество построенных объектов — 20. Среди них:
- комплекс предприятий местной промышленности в Екатеринбурге, соавтор Тготин В.А.;
- творческо-производственный комбинат худфонда РФ, соавтор Коктыш Л.И.;
- административное здание Уралтрансгаза в Екатеринбурге, соавторы Клейн И.Л., Виценя В.С.;
- жилой комплекс по улице Готвальда в Екатеринбурге, соавторы Золотарёв В.Б., Тютин В.А.;
- административное здание Уралэнерго по улице Толмачёва в Екатеринбурге, соавтор Тютин В.А.;
- памятник Маршалу Советского Союза Г. К. Жукову, скульптор Грюнберг К.В., соавтор Белянкин Г.И.

## Награды
- диплом I степени и медаль «За высокое зодческое мастерство» в конкурсе VIII всероссийского смотра лучших архитектурных произведений, г. Москва, апрель-май 1990 года[3].